# Kolshorn
Kolshorn is een plaats in de Duitse gemeente Lehrte, deelstaat Nedersaksen, en telt 368 inwoners (31-12-2016).
Het dorpje ligt in het uiterste noordwesten van de gemeente, tegen Kirchhorst, gemeente Isernhagen aan. Het bestaat uit het eigenlijke Kolshorn en nog een kleiner dorpje met de naam Klein-Kolshorn, dat één kilometer van het grotere dorp vandaan ligt.
Het ligt direct ten oosten van het ecologisch belangrijke hoogveenreservaat Altwarmbüchener Moor. De Autobahnen A2, A7 en A37 kruisen elkaar op Kreuz Hannover/Kirchhorst, niet ver van Kolshorn, maar het plaatsje heeft geen afrit naar een van die  Autobahnen.

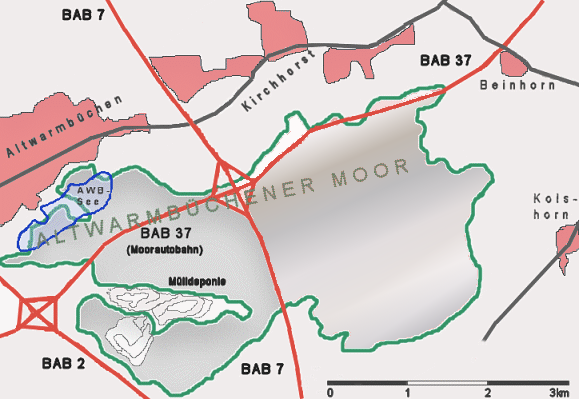
Situering Altwarmbüchener Moor
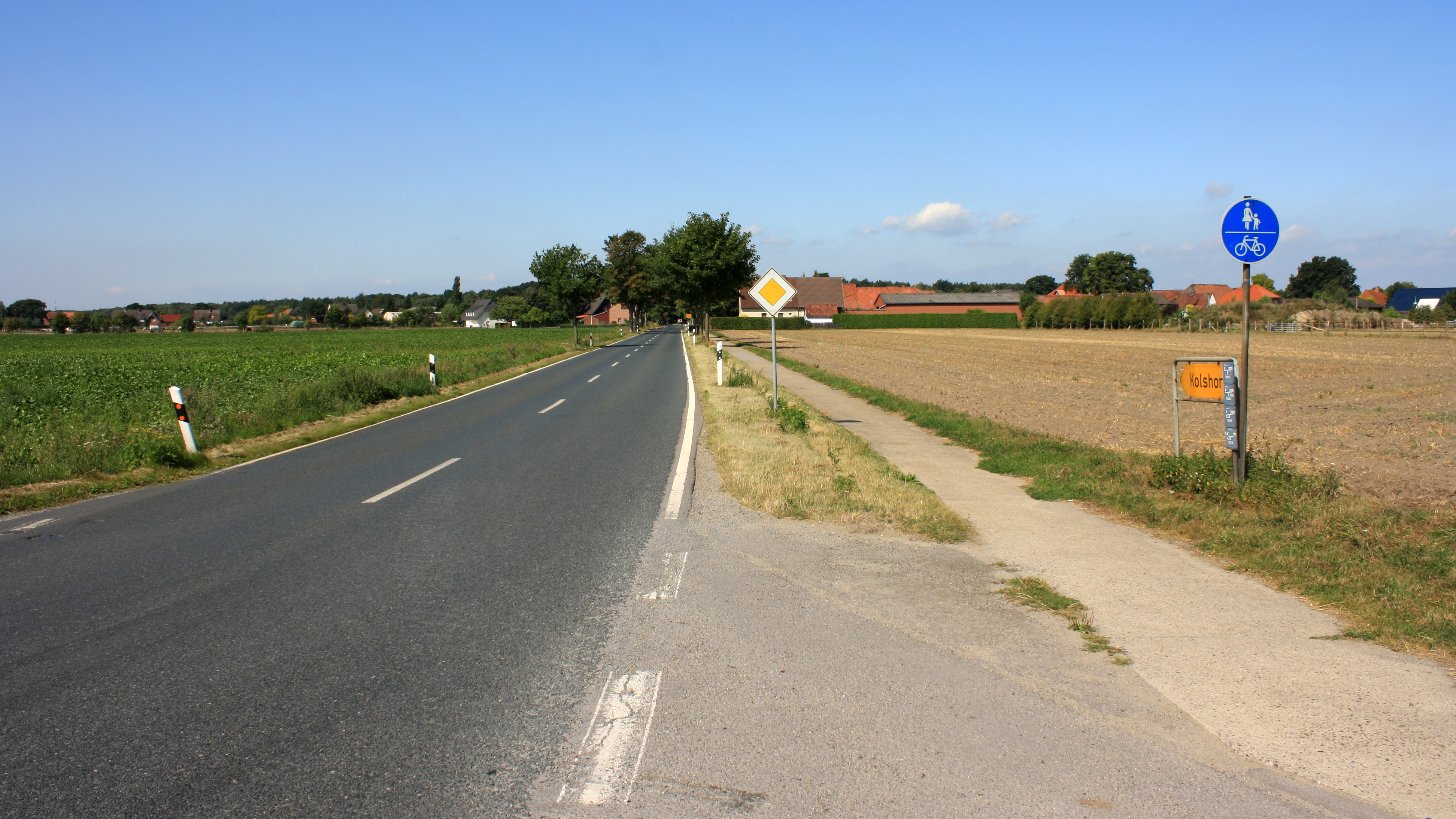
Toegang tot het dorp vanuit het oosten
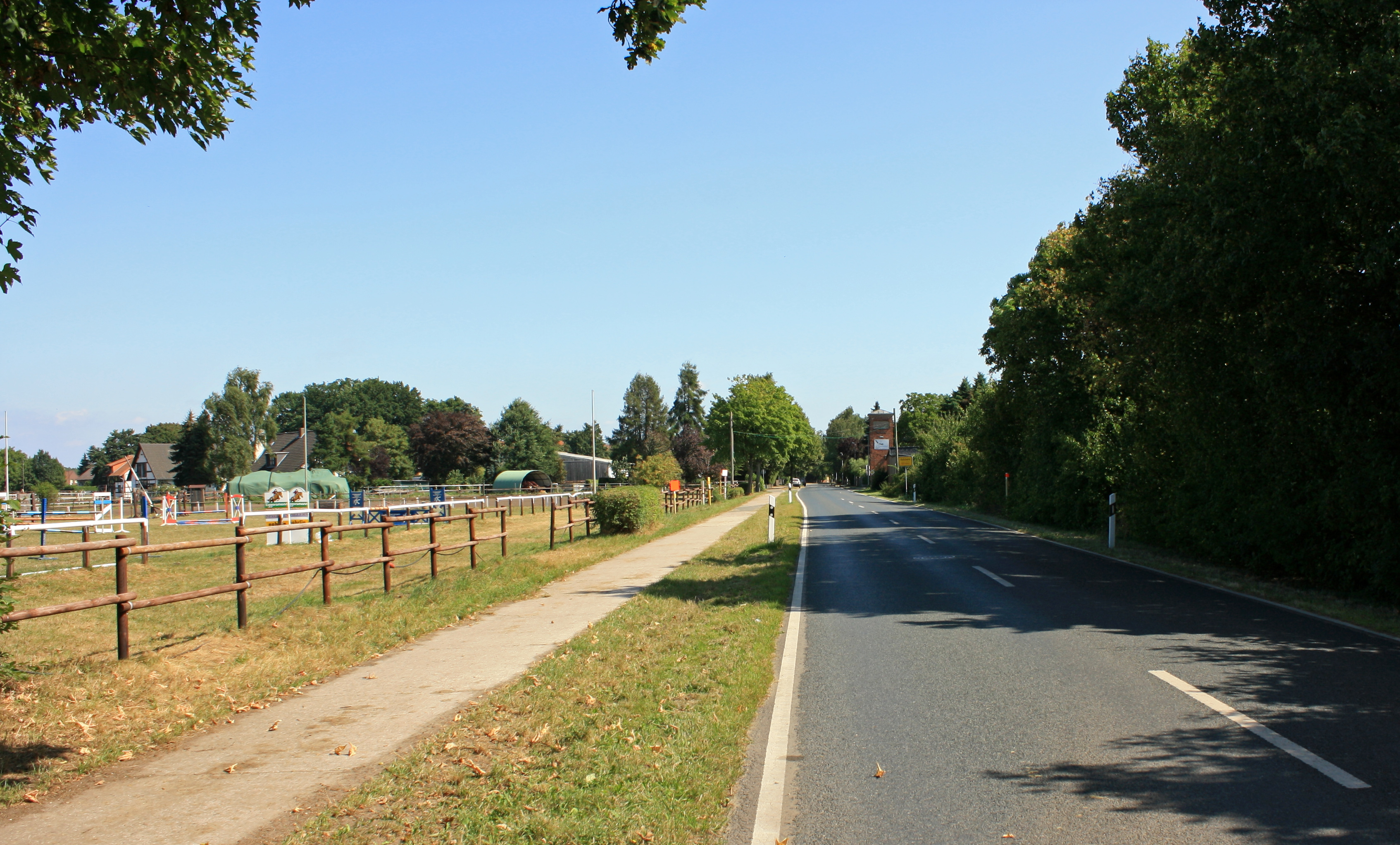
Toegang tot het dorp vanuit het zuidwesten
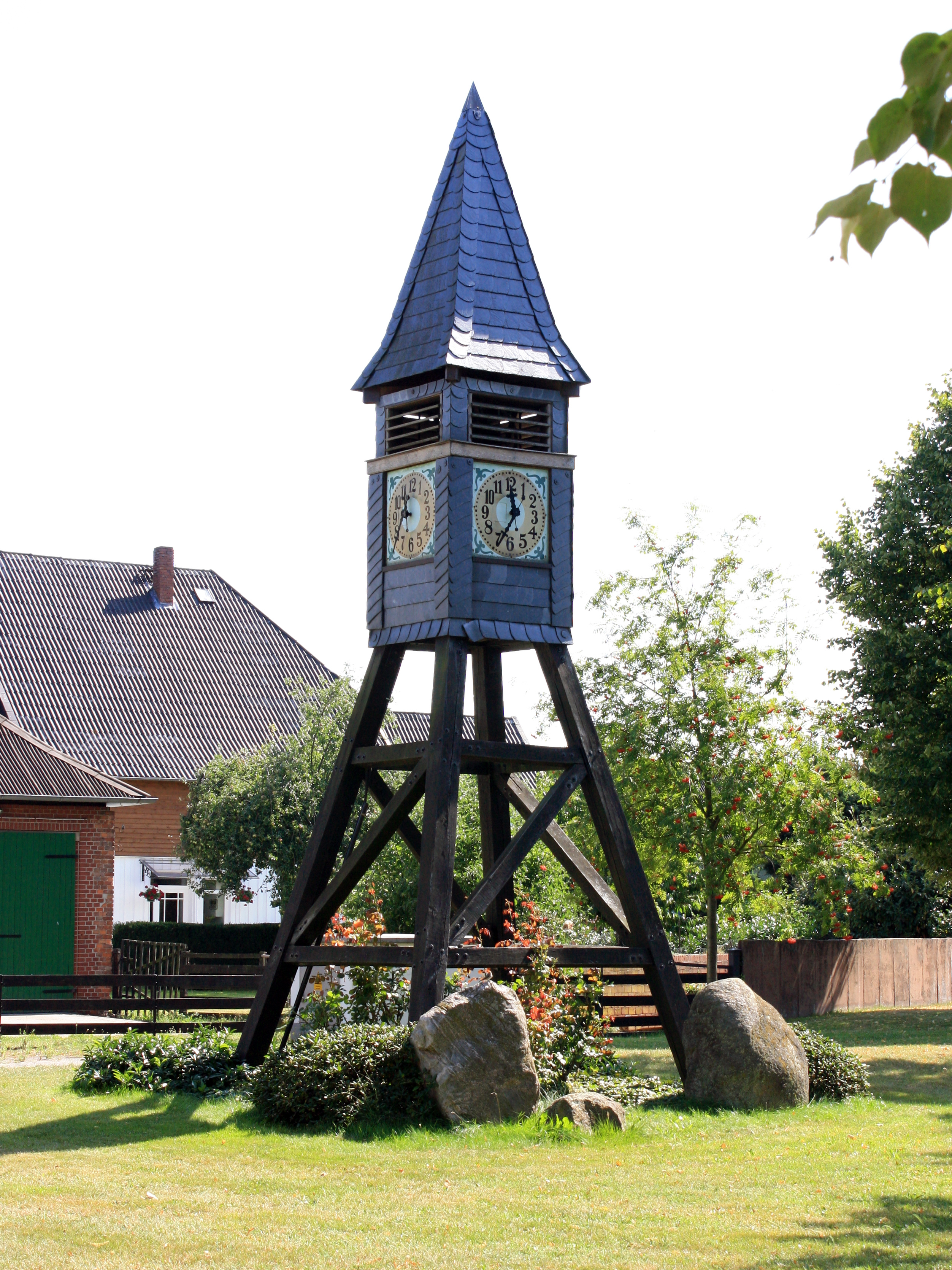
Klokkentoren
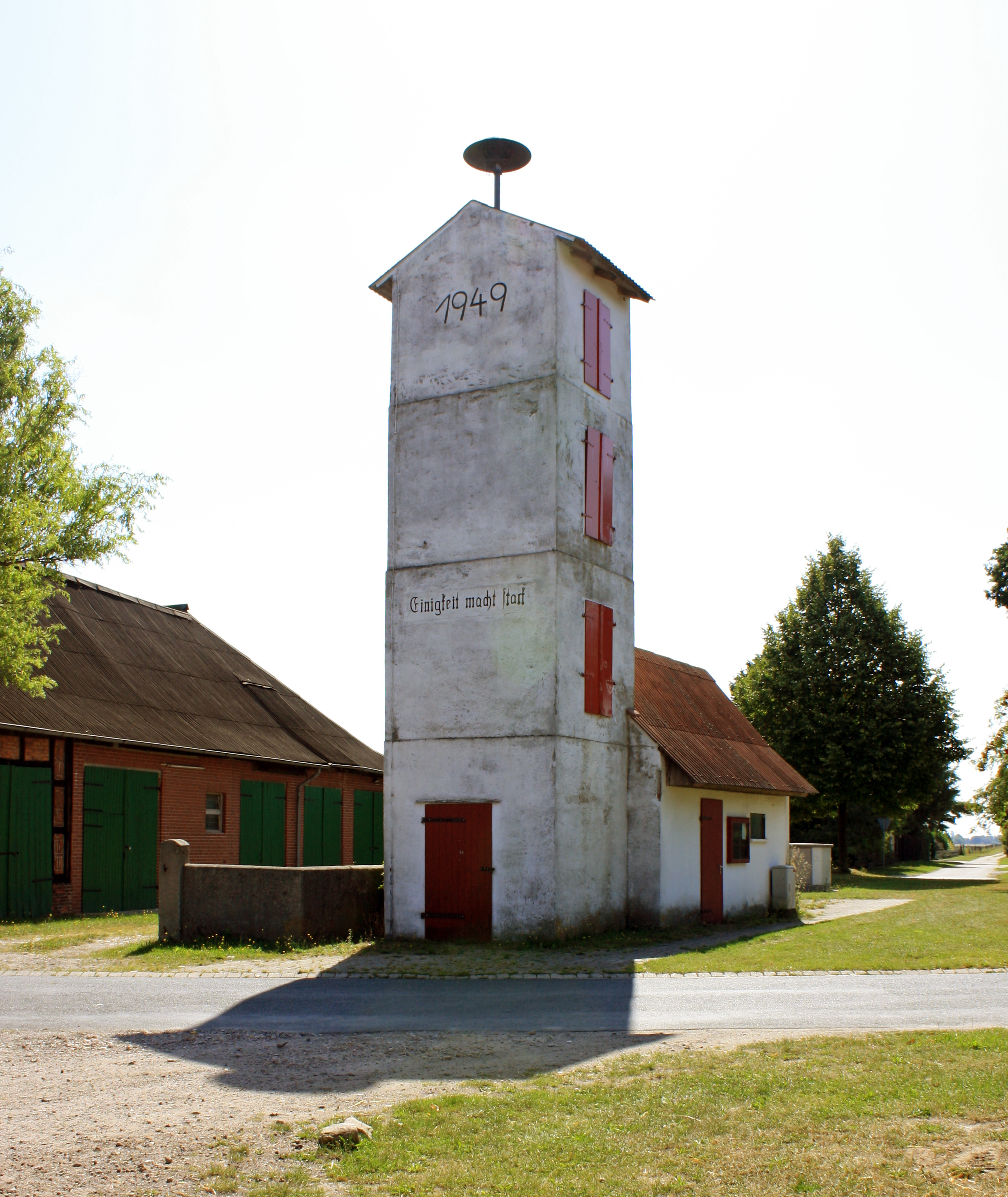
Sirene- en brandslangentoren
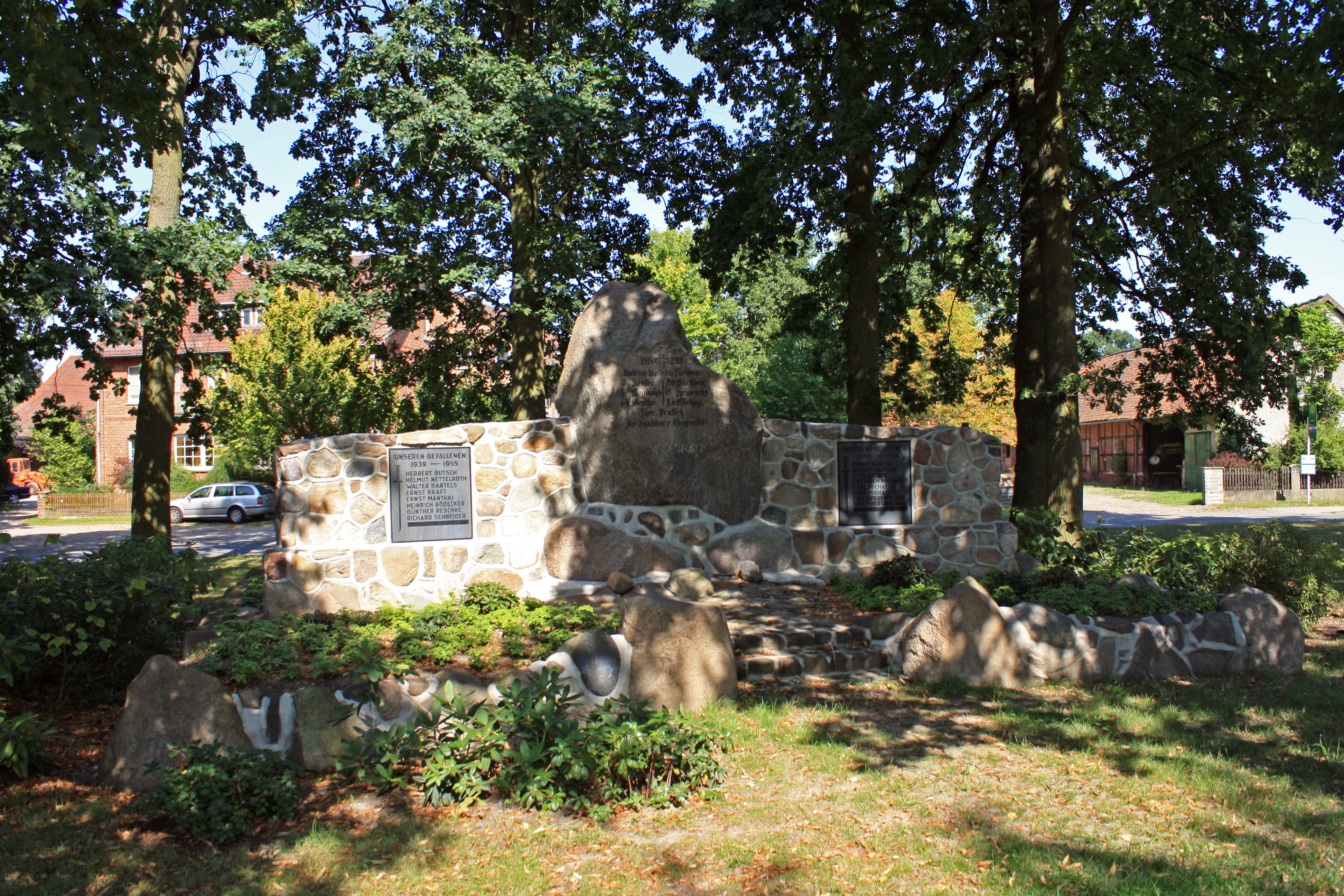
Oorlogsmonument

Zie verder: Lehrte.